# Vougécourt
Vougécourt ist eine französische Gemeinde im Département Haute-Saône in der Region Bourgogne-Franche-Comté.

## Geographie
Vougécourt liegt auf einer Höhe von 258 m über dem Meeresspiegel, 15 Kilometer nordnordöstlich von Jussey und etwa 38 Kilometer nordnordwestlich der Stadt Vesoul (Luftlinie). Das Dorf erstreckt sich im äußersten Norden des Departements, in der Talmulde des Ruisseau de la Courbe Saule, östlich des Saônetals.
Die Fläche des 8,88 km² großen Gemeindegebiets umfasst einen Abschnitt in der leicht gewellten Landschaft östlich des oberen Saônetals. Von Norden nach Süden wird das Gebiet von der Talmulde des Ruisseau de Courbe Saule durchquert, der für die Entwässerung über den Côney zur Saône sorgt. Die Talaue liegt durchschnittlich auf 240 m und weist eine Breite von maximal einem Kilometer auf.
Auf beiden Seiten wird das Tal von einem Plateau flankiert, das zur Hauptsache aus Muschelkalk der Trias besteht. An einigen Orten tritt eine Wechsellagerung von sandig-mergeligen und kalkigen Sedimenten zutage, die während der Lias (Unterjura) abgelagert wurden. Das Plateau wird überwiegend landwirtschaftlich genutzt. Im Osten erstreckt sich das Gemeindeareal in die Waldung des Bois Barbey. Mit 311 m wird auf der Anhöhe westlich des Ortes die höchste Erhebung von Vougécourt erreicht. Mit einem schmalen Zipfel reicht der Gemeindeboden südwärts bis in die breite Talniederung des Côney, der von der Wasserstraße des Canal de l’Est begleitet wird.
Nachbargemeinden von Vougécourt sind Martinvelle und Passavant-la-Rochère im Norden, Demangevelle im Osten, Corre im Süden sowie Montcourt und Ameuvelle im Westen.

## Geschichte
Funde aus der gallorömischen Zeit weisen auf eine sehr frühe Besiedlung des Gebietes hin. Erstmals urkundlich erwähnt wird Vougécourt im Jahr 1150 unter dem Namen Vigecurt. Aus späterer Zeit sind die Bezeichnungen Vigecort (1215), Wegecort (1262), Wougeicort (1263) und Vugecort (1287) überliefert. Der Ortsname ist vermutlich vom germanischen Personennamen Wicharius und dem altfranzösischen Wort cort (Gehöft) abgeleitet.
Im Mittelalter gehörte ein Teil von Vougécourt zur Freigrafschaft Burgund und darin zum Gebiet des Bailliage d’Amont. Die lokale Herrschaft über diesen Teil hatten die Herren von Jonvelle inne. Der andere Teil gehörte zur Champagne. Während des Dreißigjährigen Krieges wurde der Ort 1636 von Truppen des Herzogs Bernhard von Sachsen-Weimar heimgesucht. Erst 1678, als die Franche-Comté mit dem Frieden von Nimwegen definitiv an Frankreich gelangte, wurden beide Ortsteile vereinigt. Heute ist Vougécourt Mitglied des Gemeindeverbandes Hauts du Val de Saône.

## Bevölkerung
| Jahr                       | 1962 | 1968 | 1975 | 1982 | 1990 | 1999 | 2006 | 2018 |
| Einwohner                  | 224  | 183  | 174  | 169  | 171  | 168  | 152  | 150  |
| Quellen: Cassini und INSEE |      |      |      |      |      |      |      |      |

Mit 163 Einwohnern (1. Januar 2022) gehört Vougécourt zu den kleinen Gemeinden des Départements Haute-Saône. Nachdem die Einwohnerzahl in der ersten Hälfte des 20. Jahrhunderts markant abgenommen hatte (1881 wurden noch 403 Personen gezählt), wurden seit Beginn der 1970er Jahre nur noch geringe Schwankungen verzeichnet.

## Sehenswürdigkeiten
Die dreischiffige Kirche Saint-Jacques stammt ursprünglich aus dem 15. Jahrhundert, wurde von 1839 bis 1843 aber teilweise neu erbaut. Zur wertvollen Ausstattung gehören der reich skulptierte Hauptaltar als Holz mit korinthischen Säulen (Ende des 17. Jahrhunderts), Taufbecken aus dem 16. Jahrhundert sowie verschiedene Statuen und Gemälde (16.–18. Jahrhundert).
Aus dem 18. Jahrhundert stammt der Herrschaftssitz.
Der Ortskern ist geprägt durch verschiedene Häuser aus dem 17. und 18. Jahrhundert, die den traditionellen Stil der Haute-Saône zeigen.

Kirche Saint-Jacques in Vougécourt
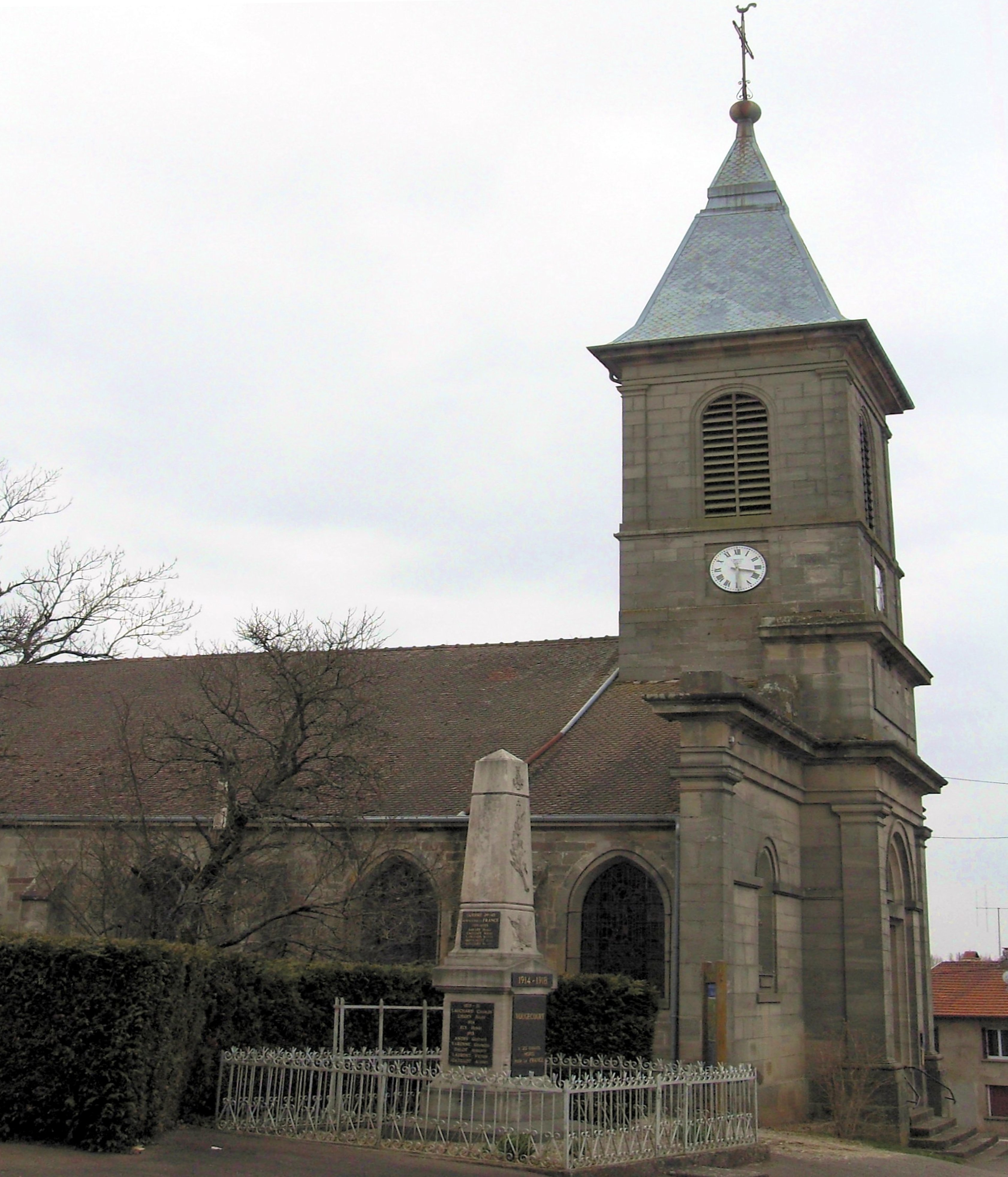
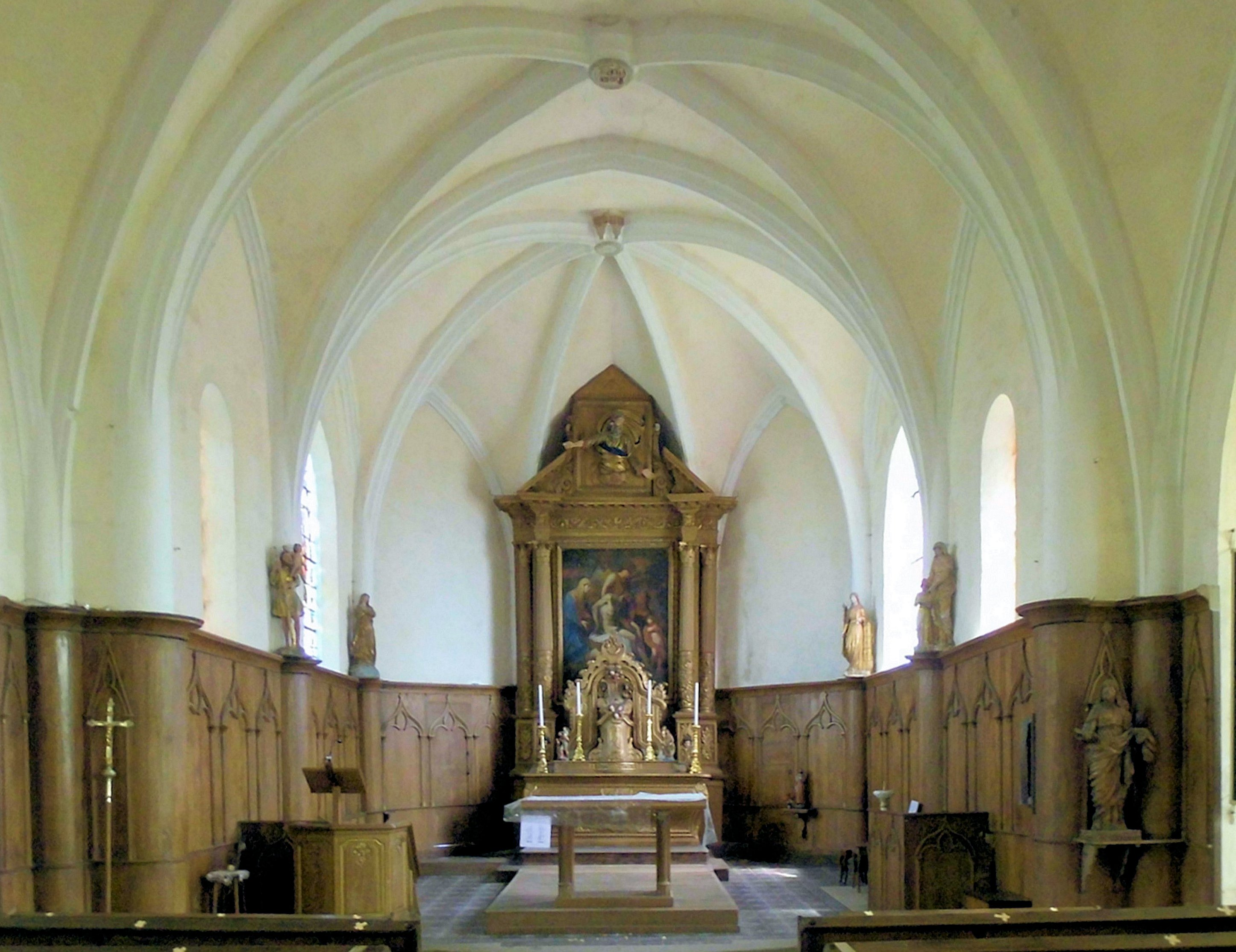
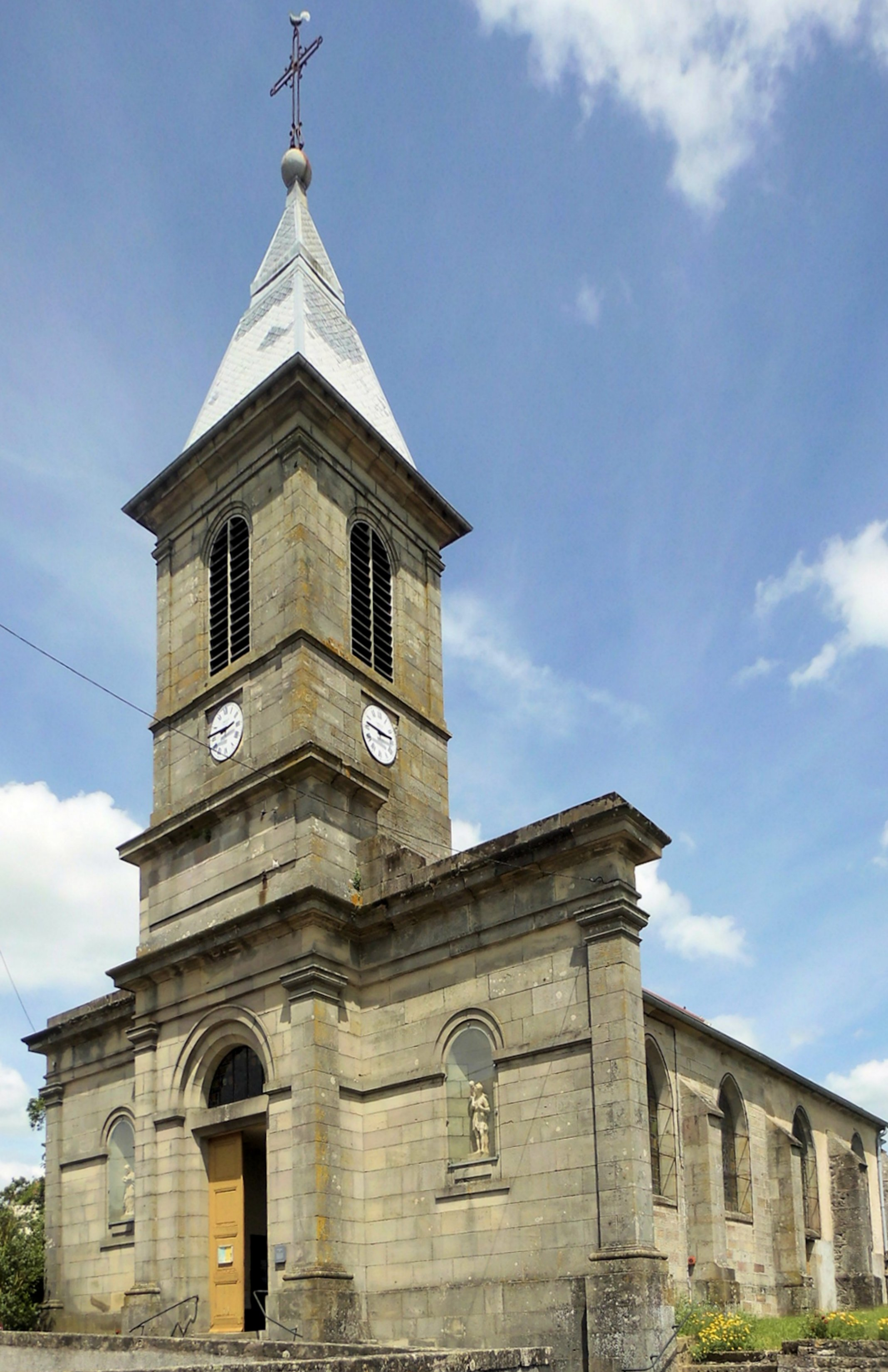

## Wirtschaft und Infrastruktur
Vougécourt war bis weit ins 20. Jahrhundert hinein ein vorwiegend durch die Landwirtschaft (Ackerbau, Weinbau und Viehzucht) geprägtes Dorf. Heute gibt es einige Betriebe des lokalen Kleingewerbes. In den letzten Jahrzehnten hat sich das Dorf zu einer Wohngemeinde gewandelt. Viele Erwerbstätige sind deshalb Wegpendler, die in den größeren Ortschaften der Umgebung ihrer Arbeit nachgehen.
Die Ortschaft liegt abseits der größeren Durchgangsachsen an einer Departementsstraße, die von Corre nach Darney führt. Weitere Straßenverbindungen bestehen mit Demangevelle, Montcourt und Monthureux-sur-Saône.